# Per Nordkvist
Per "Pelle" Anders Nordkvist, född 23 juli 1985 i Sävedalen, var en svensk man, verksam i hemtjänsten, som mördades 24 år gammal i ett hatbrott i Göteborg den 13 februari 2010. Hans öde har uppmärksammats i boken Pojken med stjärnorna (2018) samt med scenen Stella i Subkultfestivalen.

## Biografi
Vid tiden för mordet bodde Nordkvist i Länsmansgården i Göteborg och arbetade i hemtjänsten. Nordkvist var musikintresserad och hade en personlig stil som kunde karakteriseras som "punk" eller "emo". Han fick vid flera tillfällen höra negativa kommentarer om sitt utseende och framtoning, men ignorerade detta. 
Nordkvist attackerades oprovocerat lördagkvällen den 13 februari 2010 när han stod vid en bankomat på Länsmanstorget i Göteborg. Han fick ta emot sparkar och slag innan han också knivhöggs. Han fördes till Sahlgrenska sjukhuset men hans liv gick inte att rädda.
Mordet kom att kallas ”bankomatmordet” och beskrevs inledningsvis som ett brutalt rånmord. Med hjälp av övervakningsbilder men också vittnesmål från kamrater kunde förövarna identifieras, och det visade sig att förövarna kände till Nordkvist, och att motivet att tillskansa sig pengar var underordnat. I tingsrätten dömdes två personer, en 18-åring till 7 års fängelse och en 17-åring till sluten ungdomsvård i ett år och sex månader, där tingsrätten slår fast att gärningen "visat upp drag av hatbrottskaraktär". Domen överklagades till hovrätten, som sommaren 2010 ökade på 18-åringens straff till 8 års fängelse och fastställde 17-åringens dom på 1,5 års sluten ungdomsvård för misshandel och rån. Även hovrätten slog fast att mordet var av hatbrottskaraktär.
Nordkvist är gravsatt på Kvastekulla griftegård.

## Eftermäle
Det oprovocerade mordet som senare fastslogs vara av hatbrottskaraktär väckte många reaktioner och har gett upphov till flera manifestationer och aktiviteter.
- Dagen efter mordet, den 14 februari 2010 publicerades en minnesvideo[6] "Till minnet av Per Nordkvist" som (2020) visats mer än 8 000 gånger. Ytterligare en minnesvideo[7] som fått ett stort antal visningar publicerades i januari 2013.
- Den 15 mars 2014 ordnades en minneskonsert på Jazzhuset i Göteborg[8][9] med medverkan av bland annat Cinemascape, Eddie Wheeler, Demonen, Bossa Machine och Johan Lundahl.
- En av scenerna i Subkultfestivalen i Trollhättan fick 2016 namnet "Stella" - stjärnor - som anspelar på en sminkning med stjärnor som Nordkvist uppskattade.
- 2018 utkom Mirre Sennehed med boken "Pojken med stjärnorna" där hon i romanform men med delar från Nordkvists egna dagboksinlägg och berättelser från vänner och familjemedlemmar skildrar gemenskapen i kompisgänget, framtidsdrömmar samt det meningslösa våldet som gjorde slut på allt.[10][11]